# The Asteroids Galaxy Tour
The Asteroids Galaxy Tour ist eine dänische Soul-&-Funk-Band aus Kopenhagen.
Bandmittelpunkt sind Mette Lindberg und Lars Iversen, erweitert wird die Besetzung durch Miloud Carl Sabri, Sven Meinilid, Mads Brinch Nielsen und Rasmus Valldorf. Lars Iversen schreibt die meisten Songs. Er verwendet häufig kleinere Samples.

## Geschichte
Im Sommer 2007 trafen sich Lars Iversen und Mette Lindberg. Er spielte ihr einige seiner Lieder vor und kurz darauf folgten die ersten Aufnahmen in einem „Wohnzimmerstudio“ sowie das Anwerben der weiteren vier Bandmitglieder.
Bekannt wurde die Gruppe mit ihrem Song Around the Bend, welcher in einem iPod-touch-Werbespot benutzt wurde, der ab Oktober 2008 ausgestrahlt wurde.
Ihren ersten größeren Erfolg erreichte die Band schon bei ihrem ersten öffentlichen Auftritt in Kopenhagen als Vorgruppe für Amy Winehouse, als diese durch Dänemark tourte.
Die Gruppe spielte auch bei einigen Konzerten auf Katy Perrys Europatour im Sommer 2009. Im April 2009 hatten sie einen Auftritt in der Sendung One Shot Not auf ARTE. In Deutschland trat die Band unter anderem beim Hurricane Festival (2009) und dem Southside Festival (2009) sowie erstmals am 13. Dezember 2008 im Molotow in Hamburg und am 26. September 2009 im Knust in Hamburg auf.
Ihre Debütsingle The Sun Ain’t Shining No More wurde Juli/August 2009 veröffentlicht, ihr Debütalbum Fruit erschien am 18. September 2009.
Der Song Golden Age wird in dem Heineken-Werbespot The Entrance (Januar 2011) genutzt. 2022 nutzte die Deutsche Bahn diesen Song für ihre Werbung.

## Diskografie

### Alben
- 2009: Fruit
- 2012: Out of Frequency
- 2014: Bring Us Together

### EPs
- 2008: Around the Bend
- 2009: The Sun Ain’t Shining No More
- 2009: The Sun Ain’t Shining No More (Remixes)
- 2009: Live Session (iTunes Exclusive)
- 2011: The Golden Age

### Singles
- 2008: Around the Bend
- 2009: The Sun Ain’t Shining No More
- 2009: The Golden Age
- 2012: Heart Attack
- 2012: Major
- 2014: My Club
- 2014: Rock the Ride
- 2018: Surrender
- 2018: Apollo
- 2019: Boy
- 2019: Dynamite

### Gastbeiträge
- 2019: Wave Teng (Hot Ice feat. The Asteroids Galaxy Tour)